# L.A.スタイル
L.A.スタイル（エル・エー スタイル, L.A. Style）は、Radio 538ラジオ局パーソナリティのウェッセル・ヴァン・ディーペンとミシェル・ファン・デル・カイによって結成・プロデュースされた、オランダのエレクトロニック・ダンス・ミュージックデュオである。ちなみに、ウェッセルはNakatomiと、大成功したベンガボーイズといったバンドもプロデュースしている。

## 経歴
L.A.スタイル は、1991年にリリースされた曲 ジェームス・ブラウン・イズ・デッドによって、ビルボードのen:Hot 100 Airplayチャートへ入り、短い期間の成功を得た。この種のエレクトロニック・ダンス・ミュージック（というよりもレイブテクノ）に当てはまる曲としては、最初にビルボード・ポップチャートへ入った事となる。
彼らは、シングル曲の他に、セルフタイトルのアルバムもリリースした。海外のディスコなどでプレイされて成功したにもかかわらず、短いブームは過ぎ去り、L.A.スタイルは1995年に活動休止(事実上解散)した。

## ディスコグラフィ

### アルバム
- James Brown Is Dead (アルバム)（1991年） - avex traxの日本企画盤。規格品番：AVCD-11053（CD）、AVJD-1010（12インチレコード）
- The Album (アルバム)（英語版）（1992年） - レーベル：avex trax、規格品番：AVCD-11086

### シングル
- James Brown Is Dead（英語版）（1991年）[1] - レーベル：Avex Trax、規格品番：AVDD-20018
- James Dad Is Brown（1992年） - レーベル：Avex Trax、規格品番：AVDD-20028
- James Brown Is Dead/What Time Is It? (L.A. Style/K.C. Element)（1992年） -  レーベル：Avex Trax、規格品番：AVJD-1006
- I'm Raving/L.A. Style Theme（1992年） - レーベル：Avex Trax、規格品番：AVDD-20033
- God Shave The Queen（1992年）
- Balloony（1993年） - レーベル：Mode 99、規格品番：AVDD-20038
- Got To Move（1994年）
- Magic Trip（1995年）